# سنجاب يوكاتان
سنجاب يوكاتان (بالإنجليزية: Yucatan squirrel)‏ هو من السناجب يستوطن بليز وغواتيمالا والمكسيك. هذا النوع من السناجب يفضل العيش في الغابات وينشط أثناء النهار و يستريح في الليل، و يقضي معظم وقته في الأشجار، ويتكون طعامهم من الفاكهة اللينة، المكسرات، البذور و الزهور.